# Homolobus meridionalis
Homolobus meridionalis är en stekelart som beskrevs av Van Achterberg 1979. Homolobus meridionalis ingår i släktet Homolobus och familjen bracksteklar. Inga underarter finns listade i Catalogue of Life.